# Schoenlandella testacea
Schoenlandella testacea är en stekelart som först beskrevs av Joseph Kriechbaumer 1894.  Schoenlandella testacea ingår i släktet Schoenlandella och familjen bracksteklar. Inga underarter finns listade i Catalogue of Life.